# Кишла (Кантемірський район)
Кишла (рум. Cîşla) — село в Кантемірському районі Молдови. Адміністративний центр однойменної комуни, до складу якої також входить село Шофрановка.
Населення — 601 особа (2004).[джерело?]
Більшість населення - українці - 390 осіб (65%).